# 两色乌头
两色乌头（学名：Aconitum alboviolaceum）为毛茛科乌头属下的一个种。